# Open 13 2021
Open 13 Provence 2021 byl profesionální tenisový turnaj pořádaný jako součást mužského okruhu ATP Tour, který se odehrával v hale Palais des Sports na krytých dvorcích s tvrdým povrchem. Probíhal mezi 8. až 14. březnem 2021 v jihofrancouzském Marseille jako dvacátý devátý ročník turnaje.
Turnaj s rozpočtem 409 765 eur patřil do kategorie ATP Tour 250. Nejvýše nasazeným hráčem ve dvouhře se stal opět třetí hráč světa Daniil Medveděv. Jako poslední přímý účastník do hlavní singlové soutěže zasáhl 111. hráč žebříčku, Francouz Grégoire Barrère.
Jubilejní desátý singlový titul na okruhu ATP Tour vybojoval Rus Daniil Medveděv. Na žebříčku ATP se poprvé posunul na 2. místo, kde vystřídal Rafaela Nadala. První trofeje na túře ATP získali Brit Lloyd Glasspool s Finem Harrim Heliövaarou, kteří vyhráli čtyřhru.

## Rozdělení bodů a finančních odměn

### Rozdělení bodů
| Soutěž  | vítězové | finalisté | semifinalisté | čtvrtfinalisté | 16 v kole | 32 v kole | Q  | Q2 | Q1 |
| ------- | -------- | --------- | ------------- | -------------- | --------- | --------- | -- | -- | -- |
| dvouhra | 250      | 150       | 90            | 45             | 20        | 0         | 12 | 6  | 0  |
| čtyřhra | 250      | 150       | 90            | 45             | 0         | —         | —  | —  | —  |

### Finanční odměny
| Soutěž                              | vítězové | finalisté | semifinalisté | čtvrtfinalisté | 16 v kole | 32 v kole | Q2      | Q1      |
| ----------------------------------- | -------- | --------- | ------------- | -------------- | --------- | --------- | ------- | ------- |
| dvouhra                             | 27 615 € | 20 400 €  | 15 300 €      | 10 450 €       | 7 140 €   | 5 100 €   | 2 615 € | 1 440 € |
| čtyřhra                             | 9 630 €  | 7 060 €   | 5 360 €       | 3 840 €        | 2 800 €   | —         | —       | —       |
| částka ve čtyřhře je uvedena na pár |          |           |               |                |           |           |         |         |

## Mužská dvouhra

### Nasazení
| Stát                          | Hráč                        | ATP | Nasazení |
| ----------------------------- | --------------------------- | --- | -------- |
| Rusko                         | Daniil Medveděv             | 3.  | 1.       |
| Řecko                         | Stefanos Tsitsipas          | 6.  | 2.       |
| Rusko                         | Karen Chačanov              | 21. | 3.       |
| Francie                       | Ugo Humbert                 | 31. | 4.       |
| Itálie                        | Jannik Sinner               | 34. | 5.       |
| Japonsko                      | Kei Nišikori                | 45. | 6.       |
| Španělsko                     | Alejandro Davidovich Fokina | 51. | 7.       |
| Japonsko                      | Jošihito Nišioka            | 54. | 8.       |
| Žebříček ATP k 1. březnu 2021 |                             |     |          |

### Jiné formy účasti
Následující hráči obdrželi divokou kartu do hlavní soutěže:
- Benjamin Bonzi
- Hugo Gaston
- Petros Tsitsipas

Následující hráč nastoupil do hlavní soutěže pod žebříčkovou ochranou:
- Mackenzie McDonald

Následující hráči postoupili z kvalifikace:
- Matthew Ebden
- Constant Lestienne
- Alex Molčan
- Arthur Rinderknech

### Odhlášení
před zahájením turnaje
- Aljaž Bedene → nahradil jej  Mackenzie McDonald
- Matteo Berrettini → nahradil jej  Michail Kukuškin
- Marin Čilić → nahradil jej  Cameron Norrie
- Kyle Edmund → nahradil jej  Egor Gerasimov
- Gilles Simon → nahradil jej  Lucas Pouille
- Jan-Lennard Struff → nahradil jej  Emil Ruusuvuori
- Fernando Verdasco → nahradil jej  Pierre-Hugues Herbert
- Jiří Veselý → nahradil jej  Grégoire Barrère

### Skrečování
- Matthew Ebden

## Mužská čtyřhra

### Nasazení
| Stát                                                                                   | Hráč           | Stát               | Hráč           | ATP  | Nasazení |
| -------------------------------------------------------------------------------------- | -------------- | ------------------ | -------------- | ---- | -------- |
| Spojené království                                                                     | Ken Skupski    | Spojené království | Neal Skupski   | 88.  | 1.       |
| Spojené království                                                                     | Luke Bambridge | Spojené království | Dominic Inglot | 110. | 2.       |
| Spojené království                                                                     | Jonny O'Mara   | Pákistán           | Ajsám Kúreší   | 111. | 3.       |
| Indie                                                                                  | Divij Šaran    | Slovensko          | Igor Zelenay   | 142. | 4.       |
| Žebříček ATP k 1. březnu 2021; číslo je součtem žebříčkového postavení obou členů páru |                |                    |                |      |          |

### Jiné formy účasti
Následující páry obdržely divokou kartu do hlavní soutěže:
- Albano Olivetti /  Jo-Wilfried Tsonga
- Petros Tsitsipas /  Stefanos Tsitsipas

### Odhlášení
před zahájením turnaje
- Sander Gillé /  Joran Vliegen → nahradili je  Purav Radža /  Tristan-Samuel Weissborn
- Roman Jebavý /  Jiří Veselý → nahradili je  Benjamin Bonzi /  Antoine Hoang
- Matthew Ebden /  John-Patrick Smith → nahradili je  Matthew Ebden /  Matt Reid

## Přehled finále

### Mužská dvouhra
- Daniil Medveděv vs.  Pierre-Hugues Herbert, 6–4, 6–7(4–7), 6–4

### Mužská čtyřhra
- Lloyd Glasspool  /  Harri Heliövaara vs.  Sander Arends /  David Pel, 7–5, 7–6(7–4)